# Namskij ulus
Il Namskij ulus è un ulus (distretto) della Repubblica Autonoma della Jacuzia-Sacha, nella Russia siberiana orientale; il capoluogo è il villaggio (selo) di Namcy.
Confina con gli ulus Kobjajskij a nord, Gornyj ad ovest, Ust'-Aldanskij ad est, Megino-Kangalasskij a sudest; a sud confina con il territorio della capitale Jakutsk.
Il territorio si estende nella parte centro-meridionale della Repubblica, nella media valle della Lena (quella relativamente più popolata dell'intera Jacuzia), al margine sudorientale del bassopiano della Jacuzia centrale.